# Haidenspitze
Die Haidenspitze, früher auch Haidenkogel genannt, ist ein 2975 m ü. A. hoher Berg  südlich des Sellraintals (in den nördlichen Stubaier Alpen) in Tirol. Sein Gipfel befindet sich oberhalb der Pforzheimer Hütte im Kamm, der das Gleirschtal nach Westen begrenzt. Er bietet einen Rundblick über die Stubaier Alpen, die Sellrainer Berge, das Karwendel, die Mieminger Kette und die Ötztaler Alpen.

## Erschließungsgeschichte

Oberes Kraspestal mit Haidenkogel, Grubenkarspitze und Kraspesferner, Bild von Adolf Witzenmann (1932)

Als die Erschließung der Alpen Ende des 19. Jahrhunderts begann, waren die Brüder Adolf und Emil Witzenmann in einem hohen Maß beteiligt. Nach dem Verlust der in Südtirol befindlichen Alten Pforzheimer Hütte für die Pforzheimer Alpinisten nach dem Ersten Weltkrieg machten sie sich daran, eine „Neue Pforzheimer Hütte“ am heutigen Standort im Gleirschtal zu errichten. Emils Sohn Walter Witzenmann, einer der Mitbegründer des DAV nach dem Zweiten Weltkrieg, und seine Frau Ruth führten das Engagement später fort.
Die Sektion Pforzheim des DAV initiierte anlässlich des 100. Geburtstags von Ruth Witzenmann die im Juli 2009 erfolgte Errichtung eines Gipfelkreuzes, das durch finanzielle Unterstützung der Familie Trutz von Trotha-Witzenmann und der Witzenmann-Gruppe ermöglicht wurde. Das Design zeigt zwei gleichschenklige Pyramidenkörper, die ineinander geschoben sind. Die klare geometrische Form und die glänzenden Oberflächen lassen das Gipfelkreuz weithin durch die Sonneneinstrahlung funkeln.